# أيون أليكس
أيون أليكس (بالرومانية: Ion Alexe)‏ (مواليد 25 يوليو 1946) هو ملاكم روماني، مثّل بلاده في الألعاب الأولمبية الصيفية في دورتي 1968 و1972.

## روابط خارجية
أيون أليكس على موقع بوكس ريك (الإنجليزية) (registration required)
- أيون أليكس على موقع اللجنة الأولمبية الدولية (الإنجليزية)
- أيون أليكس على موقع أوليمبيديا (الإنجليزية)
- أيون أليكس على موقع اللجنة الأولمبية الرومانية (الرومانية)